# Поганьско

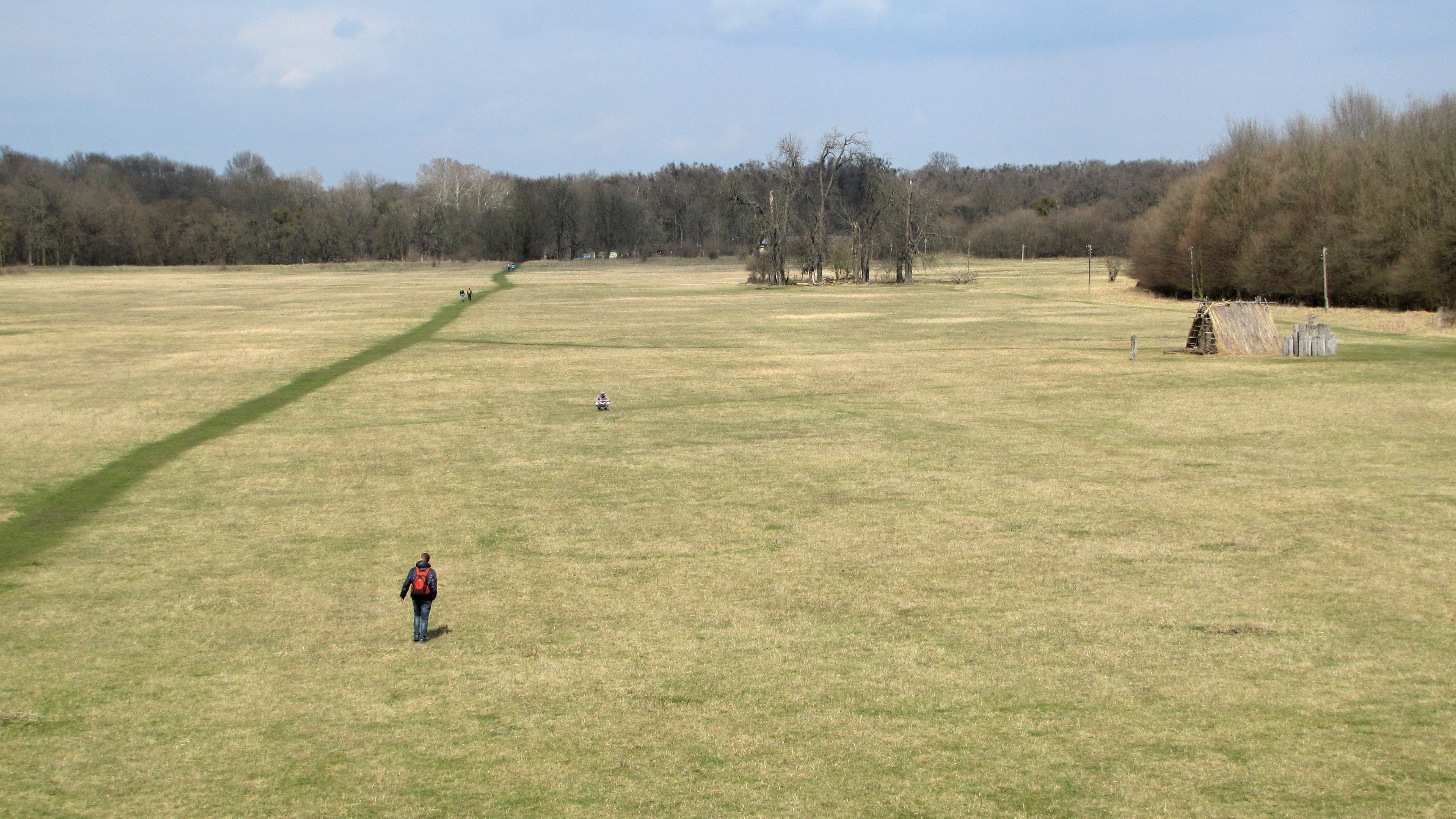
Территория бывшего городища

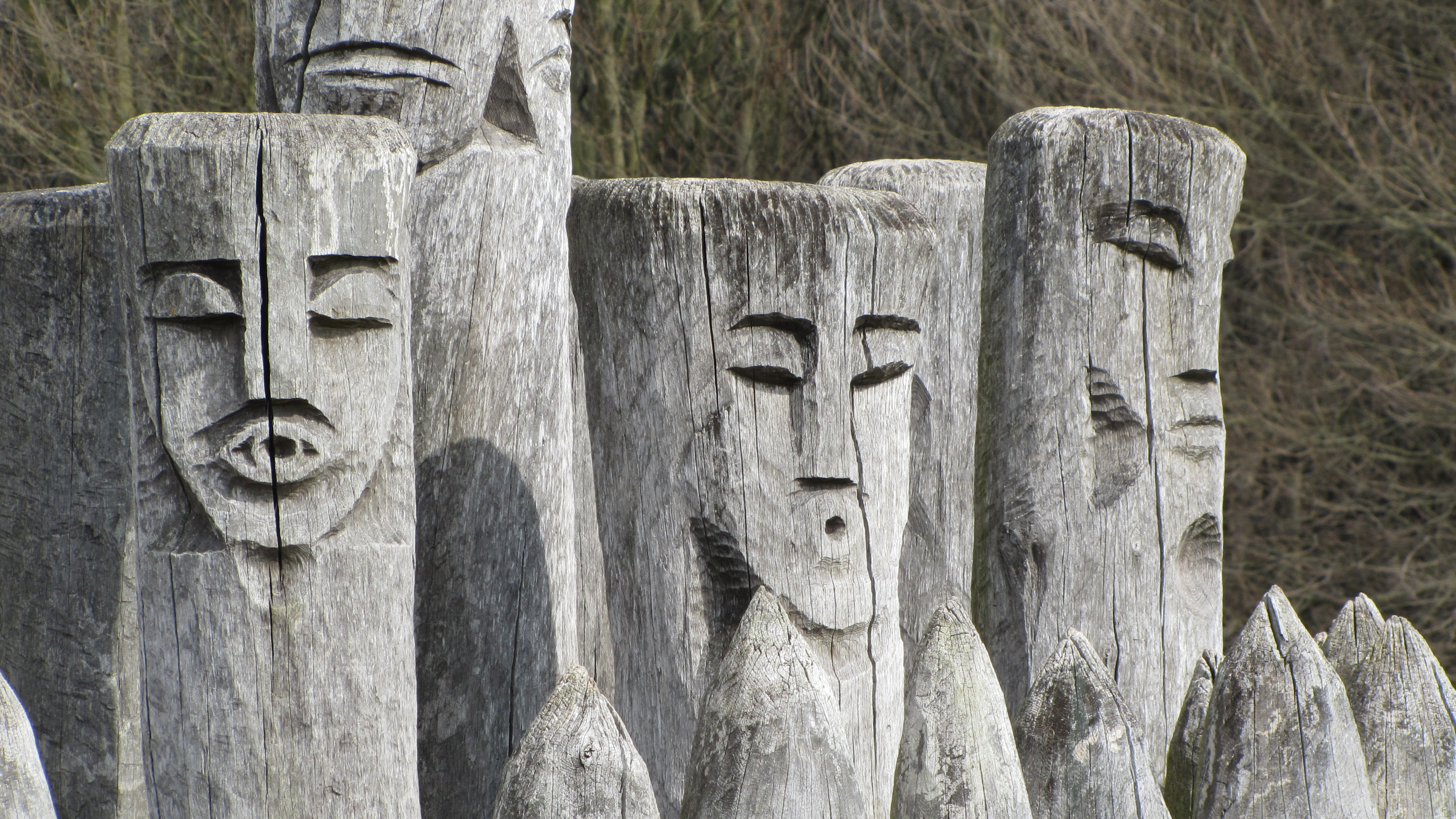
Реконструкция языческих святынь

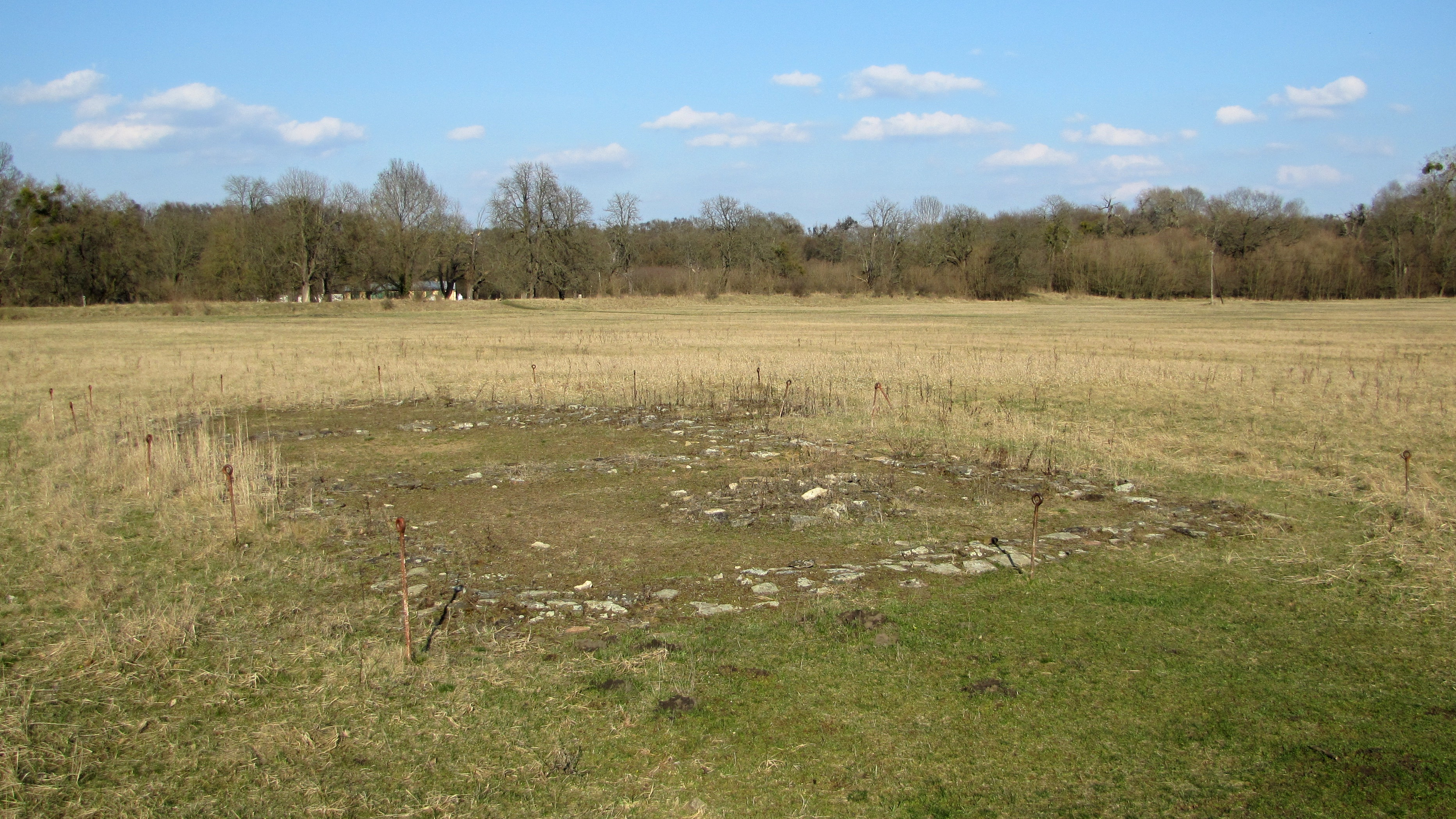
Фундамент великоморавской церкви

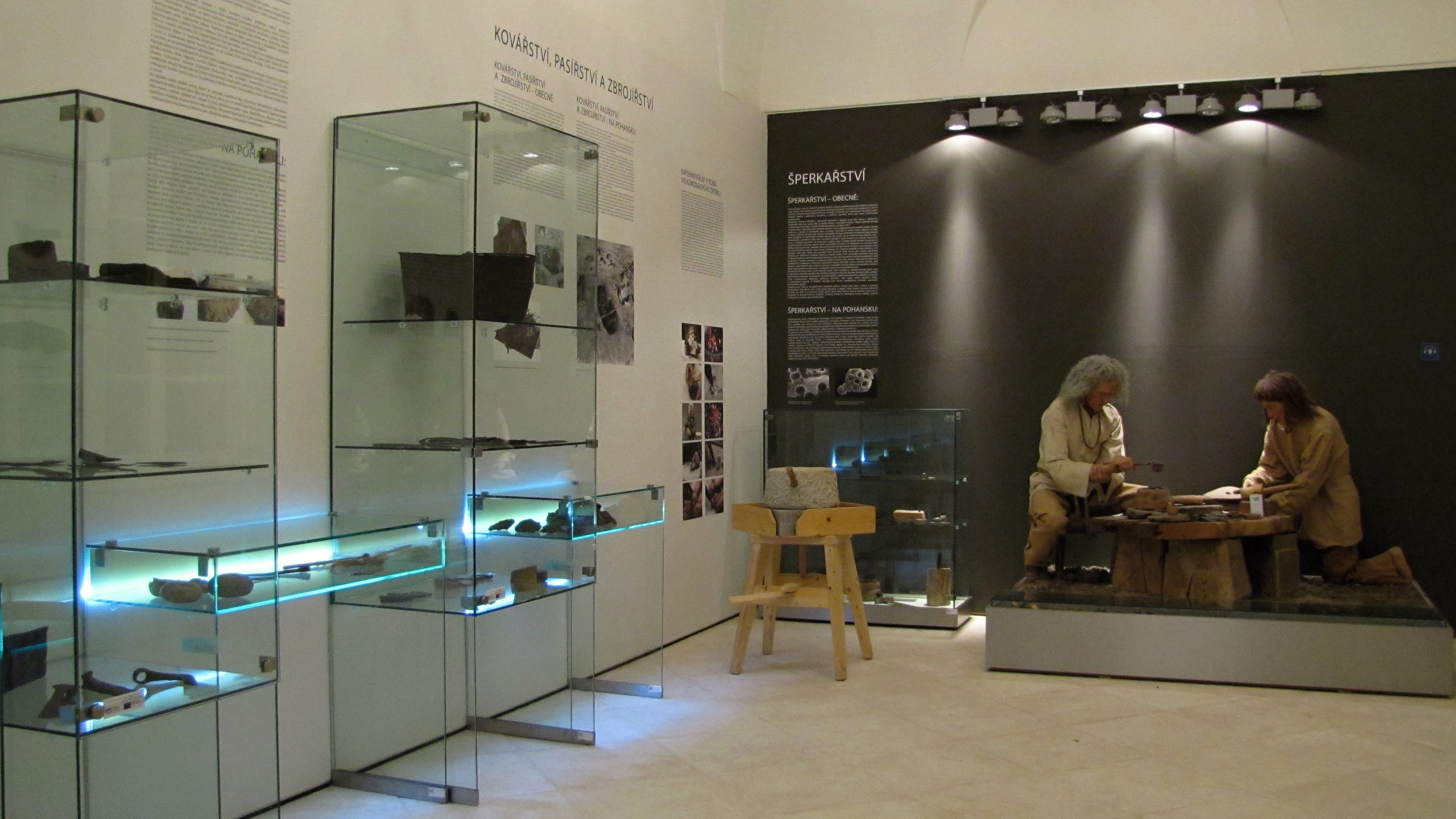
Экспозиция «Великоморавский Поганьско» в Замок в Поганьско

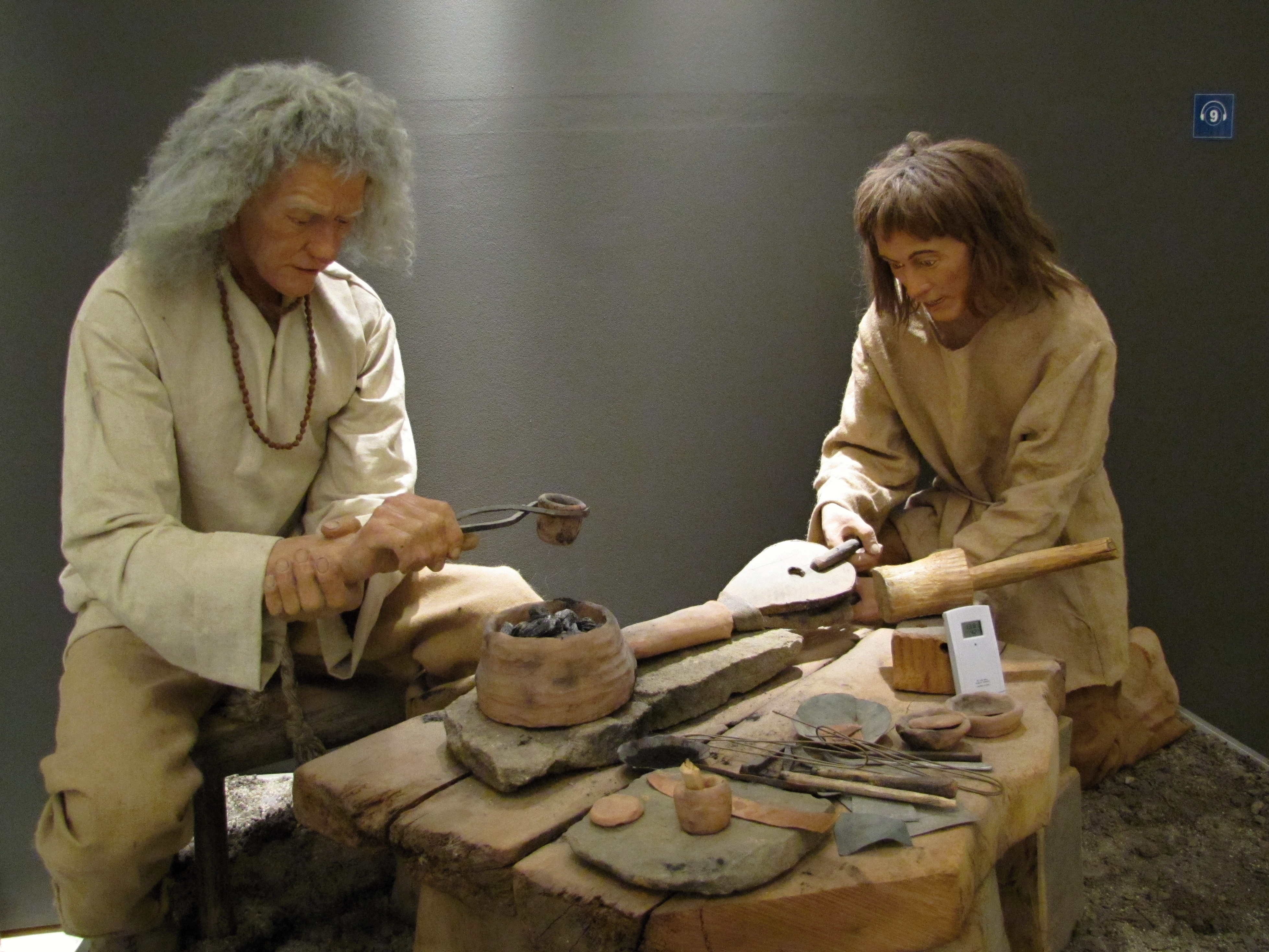
Реконструкция производства шарообразных пуговиц-гомбиков

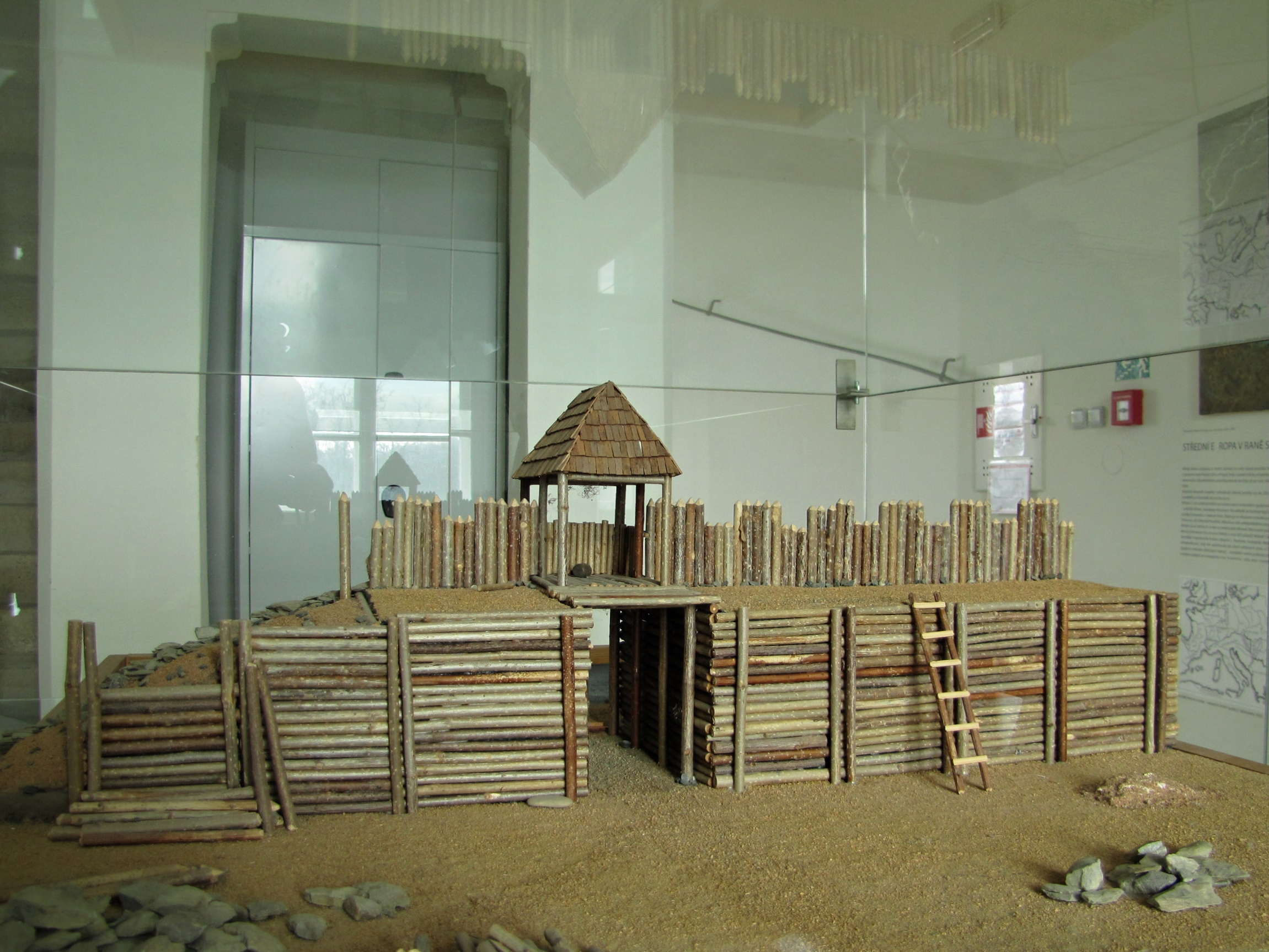

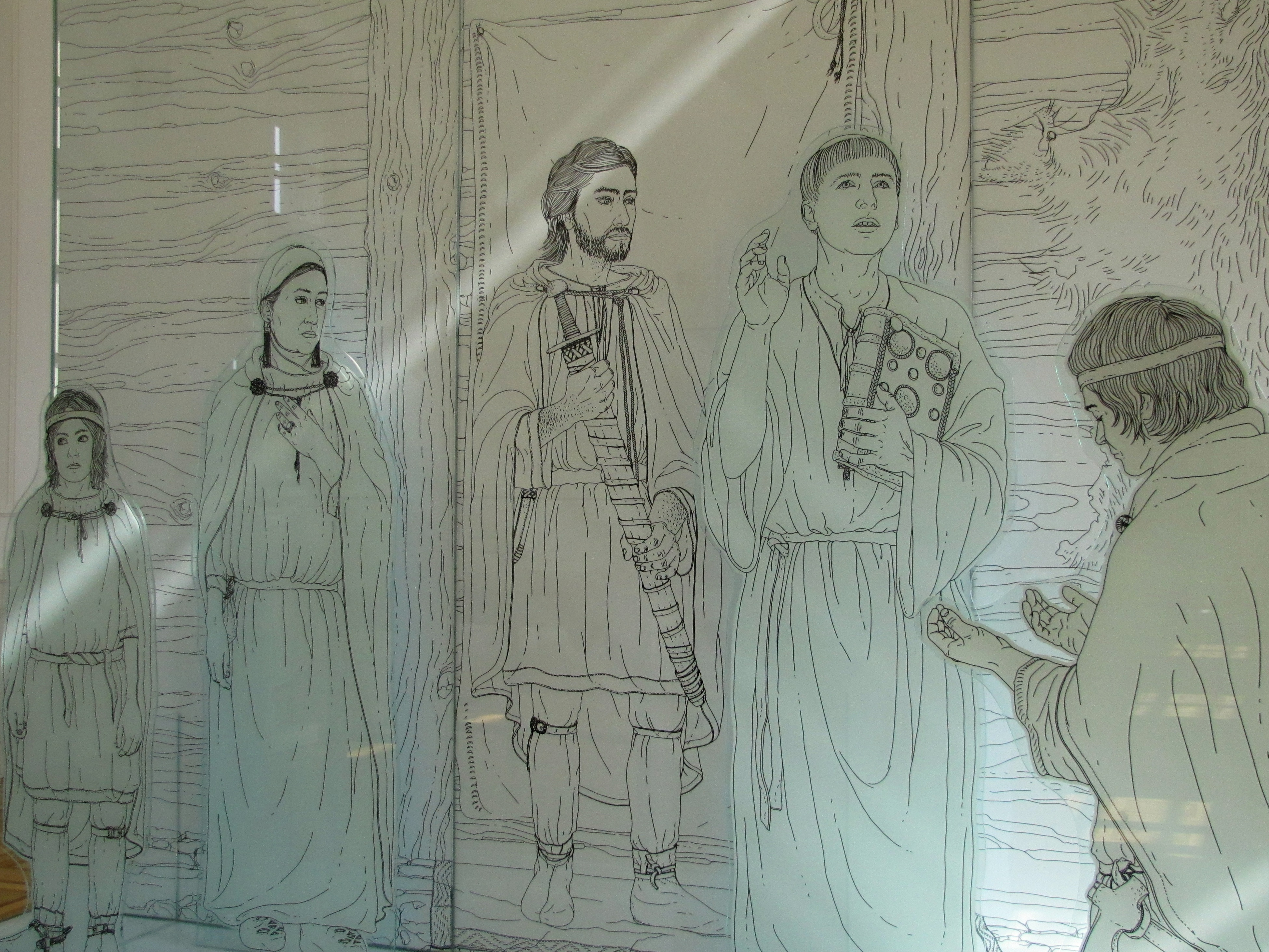

Поганьско (чеш. Pohansko) — великоморавское городище (общей площадью до 55 га) IX века, построенное на острове между рукавами реки Дие (в то время она текла дальше на восток, чем нынешнее русло). Городище-крепость охраняется как памятник культуры Чешской Республики. Находится в 2 км к югу от Бржецлава в пойменной луговой и залесённой области. Имение являлось усадьбой-дворцом типа каролингских curtis и представляло собой один из типов раннефеодальной резиденции ещё связанной с хозяйственной усадьбой вельможи, которая была центром их имений.
Район укреплённого городища с дворцом вельможи, хозяйской церковью, могильником, ротондой, домами на каменно-известковом фундаменте, большими надземными постройками с каменными очагами и хозяйственными постройками, затопленными земляными валами окружен массивным валом. Найдены типичные великоморавские украшения (пуговицы-гомбики, кольца, серьги). Среди других интересных находок — стеклянный шпатель, оловянные котлы, урна для кремации из могильника VIII века и языческий культовый объект X века. Были также обнаружены свидетельства существования ряда ремесленных производств — гончарного, железного и кузнечного, ремесленного.
Похоже, что укрепления в Поганском претерпели такое же развитие, как и в Микульчицах. Профиль расширяющейся вверх внешней каменной стены, уложенной сухим способом, предполагает, что в середине IX века стена была добавлена к обрушившемуся валу, который больше не имел необходимого оборонительного значения. Возможно, поэтому владелец дворянского дворца построил внутри крепости крепкий частокол, который даже восстановил после основания церкви.
Городище состоит из трех частей: центра, южной и северной крепости. Центральная (площадью 27 га) часть была обнесена деревянно-глиняной стеной с передней каменной стеной протяженностью 1950 метров. В северо-западной части центральной части археологических исследований был обнаружен частокол, окружавший вельможский дворец размером 96 х 86 м с полностью каменной церковью, в непосредственной близости от которой было обнаружено захоронение с около 400 могил Остальная часть центральной части была застроена в IX веке небольшими двориками (макс. 40 × 40 метров) со следами ремесленной деятельности (кузнечное дело, ткачество и т. д.).
Рядом и между дворами были обнаружены и другие, в основном плохо оборудованные могилы. Южный форт общей площадью не менее 25 га был заселён военизированной свитой. Северный форт площадью около 3 га также был заселён. Оба укрепления были либо ограждены частоколом, либо использовали естественную возвышенность, дополненную частоколом. Считается, что Поганьско был резиденцией члена правящей семьи моймировцев и их свиты в IX веке.
По характеру и деталям пышной погребальной обрядности срубные камерные ориентированные на запад древнейшие трупоположения в Киеве и на Среднем Поднепровье имеют прямые аналогии в раннехристианских памятниках на территории Великой Моравии в Поганьско, Старом месте, Микульчице, Скалице, Стара-Коуржим, Колине и Желенках.
Серебряные оковки турьих рогов из Чёрной могилы в Чернигове и оковки рукояти меча из дружинной могилы близ Золотых ворот в Киеве имеют такие же орнаментальные мотивы как на некоторых поясных бляхах и наконечниках из Поганьско, Микульчицкого городища, Старе-Места, Желенок и, особенно, на типичных великоморавских украшениях-пуговицах — гомбиках, находки которых сосредоточиваются в области трёх крупных южноморавских центров и далее в Средней Чехии и Юго-Западной Словакии. И древнерусские, и моравско-чешские группы находок этого стиля возникли на основе одинакового причерноморского и иранского происхождения, которое нашло отражение в орнаментации золотых сосудов из Надьсентмиклошского клада.
Великоморавские предгородские агломерации-эмпории — Поганьско под Бржецлавом, Микульчице, Старе Место близ Угерске-Градиште, процветавшие на обслуживании Империи каролингов в IX—X веках, практически мгновенно исчезли после изменения экономической ситуации, вызванного вторжением венгров в X веке, хотя сами они и не были затронуты боевыми действиями.
Археологические исследования здесь проводятся с 1959 года Университетом Масарика в Брно. Борживой Достал продолжил исследования, начатые в 1959 году Франтишеком Калоусеком.
В 2008 году археологи обнаружили остатки ещё одной церкви и могильника времён Великой Моравии в крепости Поганьско. Это вторая церковь в районе общей площадью 65 га, так как до сих пор предполагалось, что в ней была только одна церковь.
На южной окраине находится имперский охотничий домик 1810—1812 годов постройки по проекту Йозефа Хардмута, в котором после обширной реконструкции в 1998 году была открыта археологическая выставка. В 2003 году под руководством Петра Дворжака рядом с охотничьим замком были реконструированы великоморавская полуземлянка, культовый объект и колодец. Есть много легких укреплений 1936—1938 годов. Некоторые из них реконструированы и доступны для общественности с экспертной интерпретацией.
Поганьско является частью туристического маршрута Kristkova podyjská glyptotéka.